# Cueva de los Siete Palacios (Almuñécar)

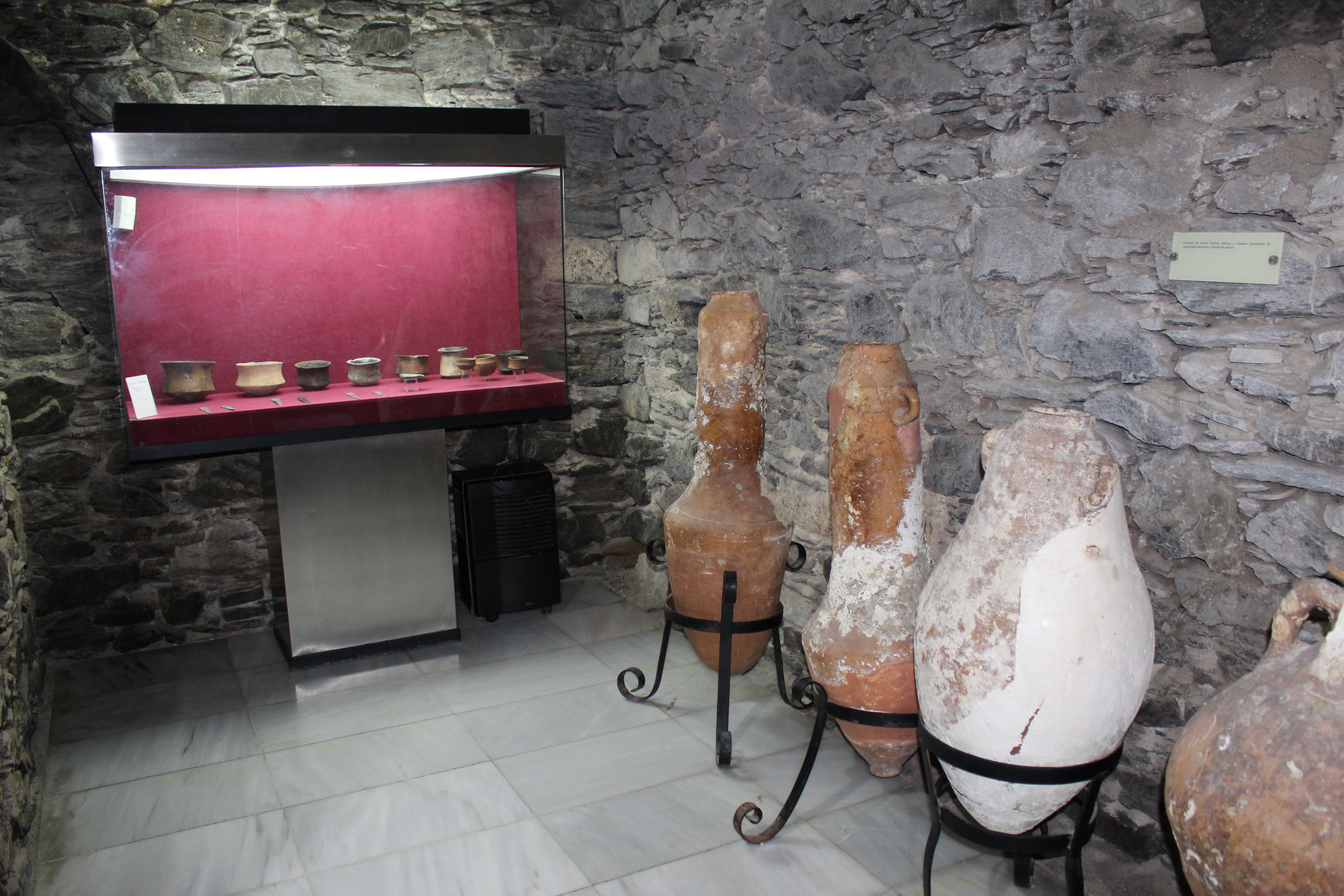
Exposición del museo arqueológico, en el interior de la Cueva de los Siete Palacios.

La Cueva de los Siete Palacios es una cavidad subterránea conformada por una gran bóveda de piedra junto a otras siete de menor tamaño, donde se hospeda hoy día el Museo Arqueológico de Almuñécar. Se localiza en el cerro de San Miguel, junto al casco urbano de la ciudad española de Almuñécar, provincia de Granada, comunidad autónoma de Andalucía.
Fue ocupada por todas las fases desde la Edad del Bronce hasta la época moderna, cuando se empleó como estercolero. 
Es Bien de Interés Cultural desde 1931.

## Descripción
Esta construcción debió tener al menos una segunda planta, ya que existen bóvedas y arranques de muros en el lugar que hoy constituye la cubierta de la Cueva de los Siete Palacios.
La estructura espacial responde a la de nave central longitudinal, con siete naves trasversales que por un lado y otro interseccionan a la central, creando una bóveda de arista en ésta y de cañón en las otras. La nave central se estrecha en su extremo opuesto al del acceso descrito, teniendo en la actualidad salida a la calle Cueva de los Siete Palacios. Este estrechamiento es cruzado transversalmente por un canal de 1,80 metros de altura por 60 centímetros de ancho aproximadamente, abovedado en parte y adintelado en otras, con troneras cuadradas que pondrían en comunicación con la segunda planta. El canal discurre hacia un lado y otro una docena de metros, quedando interceptado por construcciones posteriores. Asimismo, en el extremo opuesto a este, es decir por el que se accede actualmente, y a unos 3 metros de altura existe una tronera abocinada que comunicaría posiblemente con la nave que adosada a esta existía con anterioridad.
El plano del suelo, después de las excavaciones arqueológicas, se pudo comprobar que es totalmente irregular, adaptando los pilares y su altura a los diversos desniveles de la roca del cerro, apoyándose, a veces, sobre construcciones anteriores.
La fábrica utilizada en esta obra está compuesta a base de lajas de pizarra en las bóvedas, sillarejo irregular en los muros y un relleno de mampostería superpuesto en las bóvedas, pudiéndose observar aún hoy día las huellas de las tablas usadas en el encofrado.

## Historia
Tras las campañas de excavación de 1981 y 1982, se pudo documentar una secuencia cultural en el interior de la Cueva de Siete Palacios, que viene a reflejar una síntesis de los diversos momentos culturales que se sucedieron en Almuñécar.
En primer lugar queda patente la presencia de un hábitat del Bronce Final Reciente, fenicio, púnico e ibérico. La época romana queda documentada con restos de construcciones de los que quedan zócalos de piedra de muros y pavimentos de cal pertenecientes a casas romanas de época republicana e inicios del imperio, y estucos decorados de los revestimientos de las paredes. Sobre estas casas derruidas se superponen los pilares de la Cueva cuya construcción debió realizarse en el siglo I d: C. posiblemente en la segunda mitad. Después continúa el lugar ocupándose en época paleocristiana e islámica. Hasta época moderna que se convirtió en un estercolero.
Con respecto a la funcionalidad de esta cueva hay varias opiniones. Hay quien piensa (Alonso García) que formó parte de una antigua alcazaba árabe, pudiendo ser una zona de caballerizas. Otros autores (Gómez Moreno y Fernández Casado) piensan que pudo ser un depósito de agua. Y otros creen (Molina Fajardo), apoyados en los resultados de las excavaciones, que debió tratarse de una subconstrucción romana a modo de criptopórtico, para salvar el desnivel del cerro, formando una explanada superior que pudo ser utilizada para la edificación de construcciones civiles, tales como un foro, templo, etc.
Con respecto al uso actual de este espacio, en la actualidad, este lugar está en uso como Museo Arqueológico Municipal.